# Port Arthur (Tasmania)

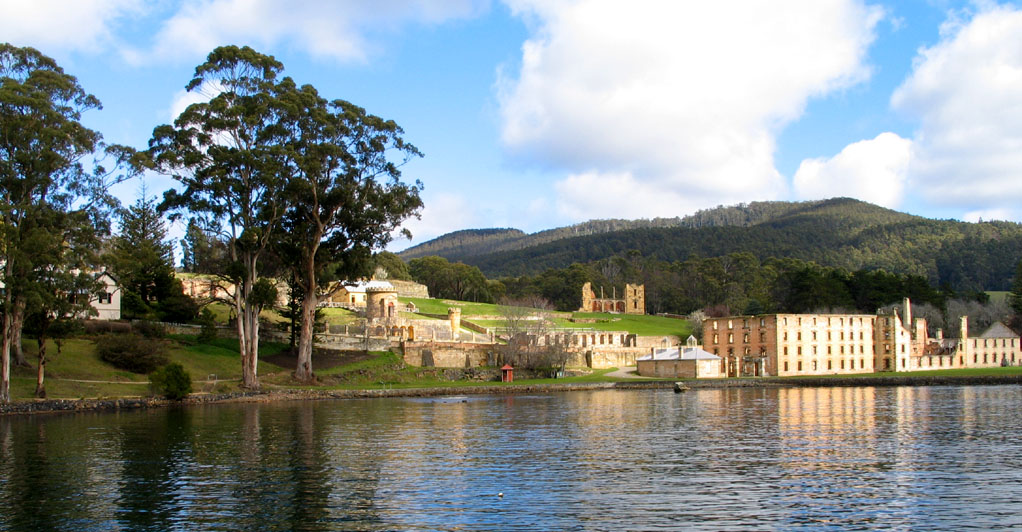
Port Arthur

Port Arthur – była kolonia karna na Półwyspie Tasmana na Tasmanii, położona około 80 kilometrów na południe od Hobart. W latach 70. XX wieku powstał tu skansen, będący najpopularniejszą atrakcją turystyczną wyspy.
W 1996 roku Port Arthur był miejscem jednej z największych masakr w historii Australii.

## Historia

### Kolonia karna
Swoją nazwę Port Arthur otrzymał od ówczesnego gubernatora Tasmanii George'a Arthura. W 1830 roku powstały obóz drwalski przeistoczono w 1833 roku w największą kolonię karną w Australii. W latach 1833–1850 do Port Arthur zesłanych zostało ponad 1100 więźniów, częściowo ciężkich kryminalistów i recydywistów z różnych więzień imperium brytyjskiego. Kolonia znana była z surowych środków bezpieczeństwa, a jej położenie uniemożliwiało ucieczki. Półwysep, na którym znajduje się Port Arthur, jest połączony z lądem przesmykiem zwanym Eaglehawk Neck o szerokości zaledwie 30 metrów, na którym wybudowano ogrodzenie strzeżone przez żołnierzy z psami.
Celem Port Arthur było "zmienić łotrów w uczciwych ludzi". W drodze do celu posługiwano się nie tylko ostrą dyscypliną i surowymi karami, duży nacisk był kładziony również na wychowanie religijne i moralne, a nawet edukację. Wielu mężczyzn nie wytrzymywało stosowanych metod i wybierali śmierć, byli również tacy, którzy wykorzystywali oferowaną im możliwość nauki zawodu i korzystali z pobytu w Port Arthur. Na terenie kolonii znajdowały się warsztaty szewskie, krawieckie, stolarskie, tokarskie i bednarskie. Kolonia posiadała również własne kuźnie. Poza nauką zawodu chodziło też o uczenie więźniów dyscypliny. Wszystkie budynki na terenie kolonii zostały wykonane wyłącznie przez więźniów.

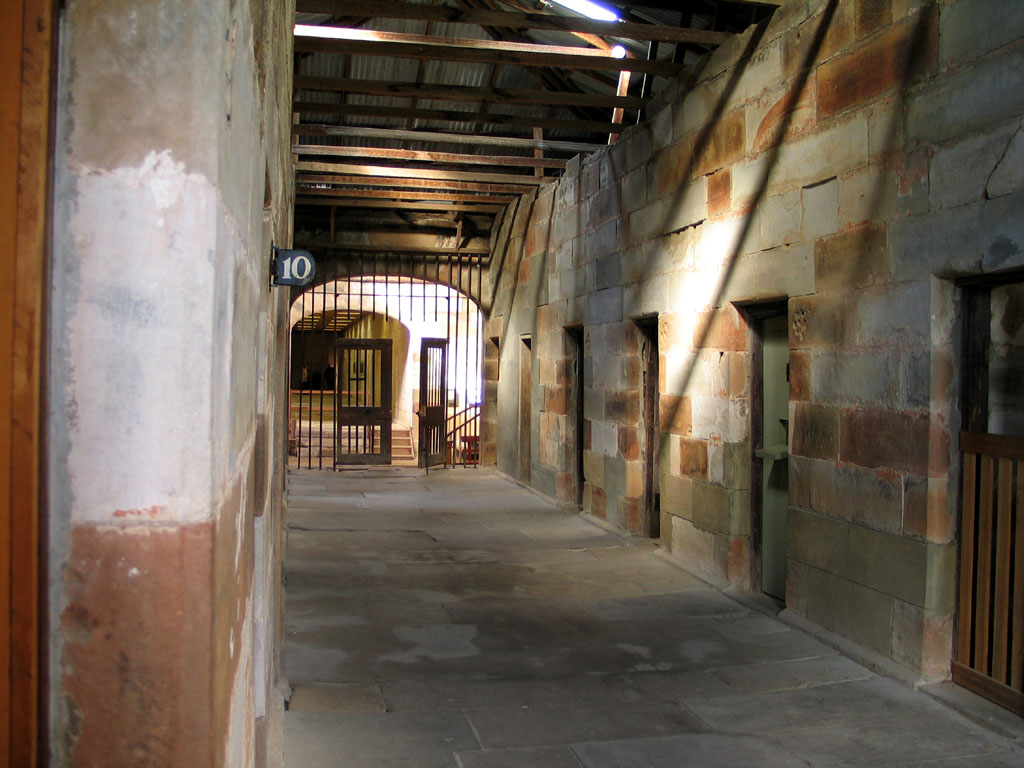
Separate Prison - izolatka

W 1842 roku utworzony został szpital i choć metody leczenia były prymitywne, umieralność w Port Arthur była niższa niż w przeciętnych brytyjskich miastach.
Dla ciężkich kryminalistów utworzono w 1849 roku "izolatkę" (Separate Prison), którą rozbudowano w latach 1853–1855. Izolatka podobna była do londyńskiego więzienia Pentonville. Zrezygnowano tu z kar cielesnych na rzecz "kar psychicznych". Więźniowie byli zamykani na 4–12 miesięcy w pojedynczych celach. Rozmowy w całym więzieniu były ograniczane do absolutnego minimum. Jeśli więzień opuszczał celę, zmuszany był nosić maskę, w trakcie obowiązkowych mszy w kaplicy więźniowie stali w klatkach, które uniemożliwiały im kontakt z innymi więźniami. W przypadku nietrzymania się reguł więzień zamykany był na 30 dni o chlebie i wodzie w ciemnicy.
W latach 70. XIX wieku kolonia karna przestała być wydajna, starzejący się więźniowie nie byli w stanie wykonywać ciężkich prac i w 1877 ostatecznie zlikwidowano kolonię.

### Działalność socjalna w Port Arthur
Oprócz szpitala na terenie kolonii wybudowano w 1864 roku hospicjum i w 1848 roku szpital psychiatryczny. W hospicjum znajdowała się stołówka dla więźniów w podeszłym wieku. Mieszkańcy hospicjum musieli pracować w zakresie, na jaki pozwalał ich stan zdrowia. Niektórzy pracowali jako pasterze, zapalacze lamp, albo jako lokaje w kwaterach oficerskich. Większość pacjentów szpitala psychiatrycznego cierpiała na depresję i demencję. Szpital był na ówczesne warunki bardzo nowoczesny, pacjenci mieszkali w dużych i jasnych pomieszczeniach, za dobre zachowanie pozwalano im wypoczywać w ogrodzie, dla agresywnych pacjentów przeznaczony był oddział zamknięty. Myślą przewodnią terapii była dobra opieka, cisza i spokój. Pacjenci szpitala nie byli zwolnieni od pracy, na ogół zajmowali się ogrodnictwem.

### Point Puer

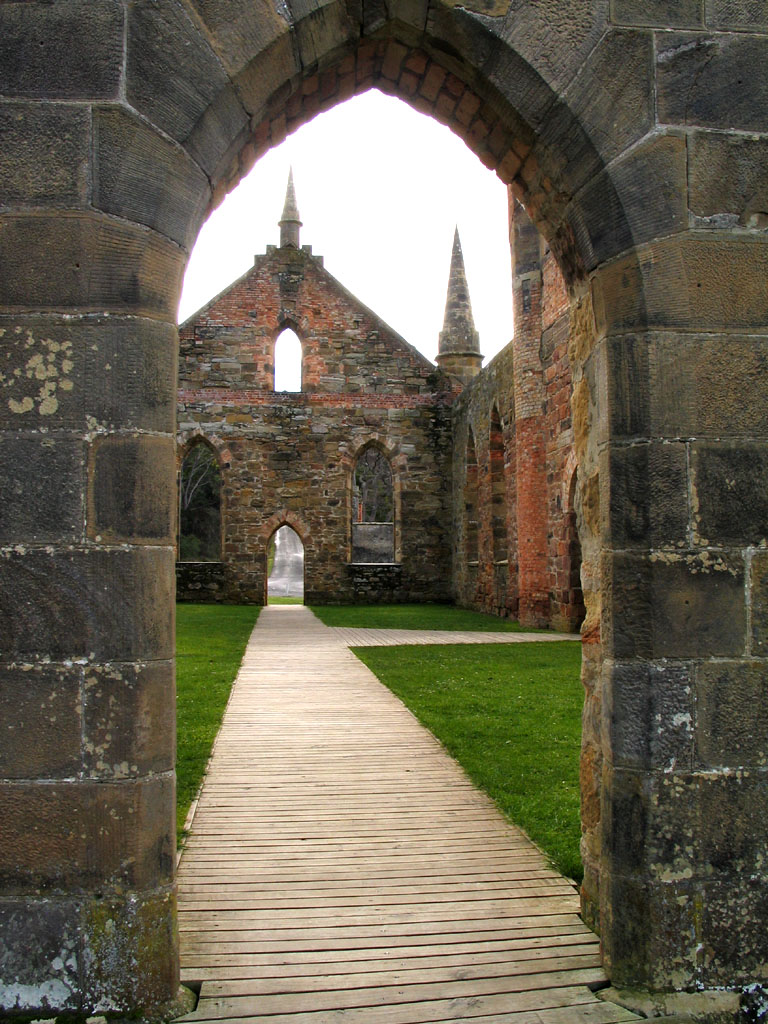
Ruiny kościoła w Port Arthur

Point Puer było pierwszym w imperium brytyjskim więzieniem dla chłopców, które założono na pobliskiej wyspie, aby odizolować młodzież od dorosłych więźniów. W latach 1834–1848 przewinęło się przez nie około 3000 chłopców w wieku 9–17 lat, z których większość pochodziła z brytyjskich slumsów. Celem pobytu była przede wszystkim resocjalizacja. Warunki mieszkalne były bardzo ubogie, chłopcy szykanowali się wzajemnie i atakowali nadzorców. Aby utrzymać dyscyplinę stosowano surowe kary (więzienie w odizolowanej celi o chlebie i wodzie) nawet za drobne wykroczenia. Jednocześnie starano się uczyć chłopców czytać i pisać i prymitywna szkoła miała nawet 800 uczniów. Młodym więźniom, którzy podporządkowywali się, oferowano naukę różnych zawodów. Chłopcy z Point Puer wykonali kamienne ozdoby i stolarkę do kościoła na terenie kolonii karnej.

## Rozwój turystyki

Panorama kolonii karnej Port Arthur

Na obszarze kolonii powstała osada Carnavon. Pierwsi turyści pojawili się krótko po zamknięciu kolonii karnej. W 1916 roku utworzono Scenery Preservation Board, które zarządzało obszarem. Do 1927 turystyka nabierała dla Carnavon jako źródło dochodów coraz większego znaczenia, w związku z czym zmieniono nazwę miasteczka z powrotem na Port Arthur. W latach 70. National Parks and Wildlife Service przejęło zarząd obszarem. 
Od 1979 roku instytucja otrzymuje dotacje rządu tasmańskiego na renowację obszaru kolonii karnej. "Izolatka", kościół i kilka innych zbudowanych przez więźniów obiektów zostało oczyszczonych z bluszczu i doprowadzonych do wyglądu z XIX wieku. W 1987 roku skansen został przejęty przez Port Arthur Historic Site Management Authority.